# Jeannot Lunkes
Jeannot Victor Lunkes (Tétange, 1946) is een Luxemburgs kunstschilder.

## Leven en werk
Jeannot Lunkes was beroepsmatig werkzaam als leraar in het basisonderwijs. Hij is als kunstenaar autodidact. Onder invloed van Emile Kirscht kwam hij in aanraking met de non-figuratieve kunst. Later ontwikkelde hij een eigen stijl. Lunkes bouwt zijn werken op linnen en papier gelaagd op met acrylverf en gemengde technieken, waardoor een soort landschap in reliëf ontstaat, met een geometrische suggestie van ruimte.
Lunkes exposeerde meerdere malen, onder andere in een duo-expositie met Pit Nicolas in de kunstgalerie in Esch (2007) en solo in het Centre culturel français (1988) en Galerie Simoncini (1991, 2023) in Luxemburg-Stad. Hij is lid van de Cercle Artistique de Luxembourg. In 1990 ontving hij voor zijn werk de Prix Grand-Duc Adolphe.
- Musée national d'archéologie, d'histoire et d'art: lkl001081